# Mikołaj Hinczowic
Mikołaj Hinczowic (zm. 26 listopada 1434 w Krakowie) – prawnik, rektor Akademii Krakowskiej, podskarbi koronny.

## Życiorys
Był synem Hinczy, wójta i rajcy z Kazimierza. Studia na Akademii Krakowskiej ukończył w 1404 zdobywając tytuł magistra sztuk wyzwolonych. W 1407 wykładał na Wydziale Sztuk Wyzwolonych. W kwietniu 1412 został wybrany rektorem uczelni na roczną kadencję. Podjął studia prawnicze i w 1421 został bakałarzem dekretów, a w 1422 doktorem prawa kanonicznego. W latach 1411–1427 na dworze króla Władysława Jagiełły pełnił funkcję podskarbiego królewskiego, a następnie do 1430 podskarbiego koronnego. W 1411 został kanonikiem kościoła św. Jerzego na Wawelu, a w 1413 kanonikiem kapituły katedralnej.
W 1415 Mikołaj Hinczowic przebudował dom przy ulicy Kanoniczej 25, adaptując go na mieszkania dla kanoników, gdzie również sam zamieszkał. W gronie krakowskiej kapituły katedralnej jego obecność została odnotowana po raz ostatni w 1432.
Od 1422 był proboszczem w Luborzycy, gdzie ufundował nowy, murowany, późnogotycki kościół. Powoływany był jako sędzia w różnych sporach, ceniono go za doświadczenie prawnicze. W zbiorach rękopisów Biblioteki Jagiellońskiej zachowały się podarowane przez Mikołaja księgi o tematyce teologicznej.